# Collecte de fossiles

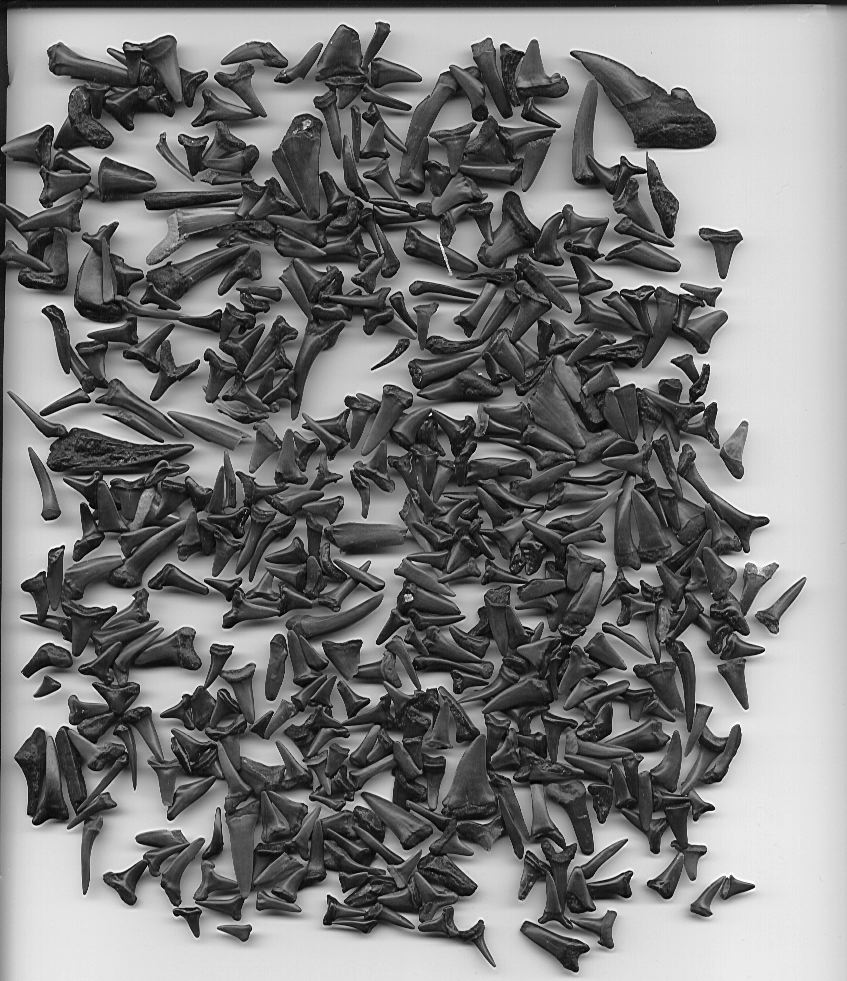
La collecte des dents de requin fossilisées est un moyen facile de commencer une collection de fossiles. On les trouve souvent en abondance sur les plages. Les dents présentées ici ont été recueillies à Castle Hayne, en Caroline du Nord, et proviennent des couches éocènes et crétacées.

La collecte de fossiles (parfois appelée, dans un vocabulaire non scientifique, chasse aux fossiles) est le fait de prélever des fossiles à des fins d'étude scientifique, de loisir ou dans un but lucratif. La collecte par des amateurs a précédé la paléontologie moderne et perdure encore de nos jours. Les fossiles présentent un intérêt scientifique, mais aussi commercial (en). Une partie de la vente de fossiles relève du trafic illégal.

## Aspects historiques

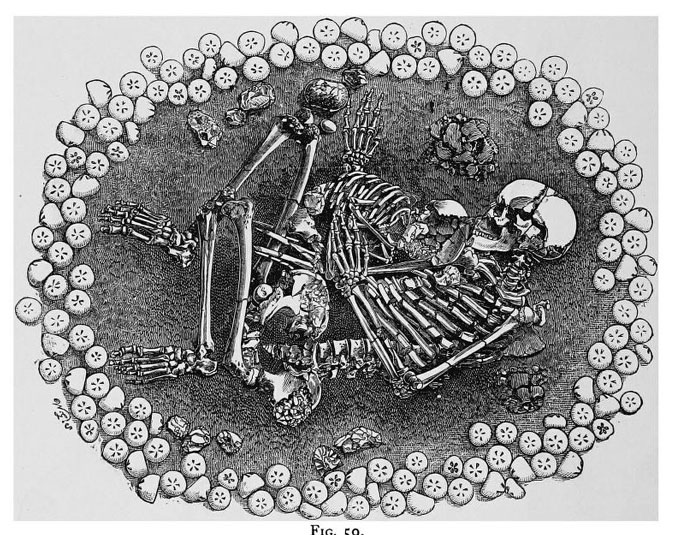
Tumulus de : sépulture de l'âge du bronze d'une femme et de son enfant dont les corps sont entourés de plus de 200 oursins fossiles (Micraster en forme de cœur, Echinocorys en forme d'œuf).

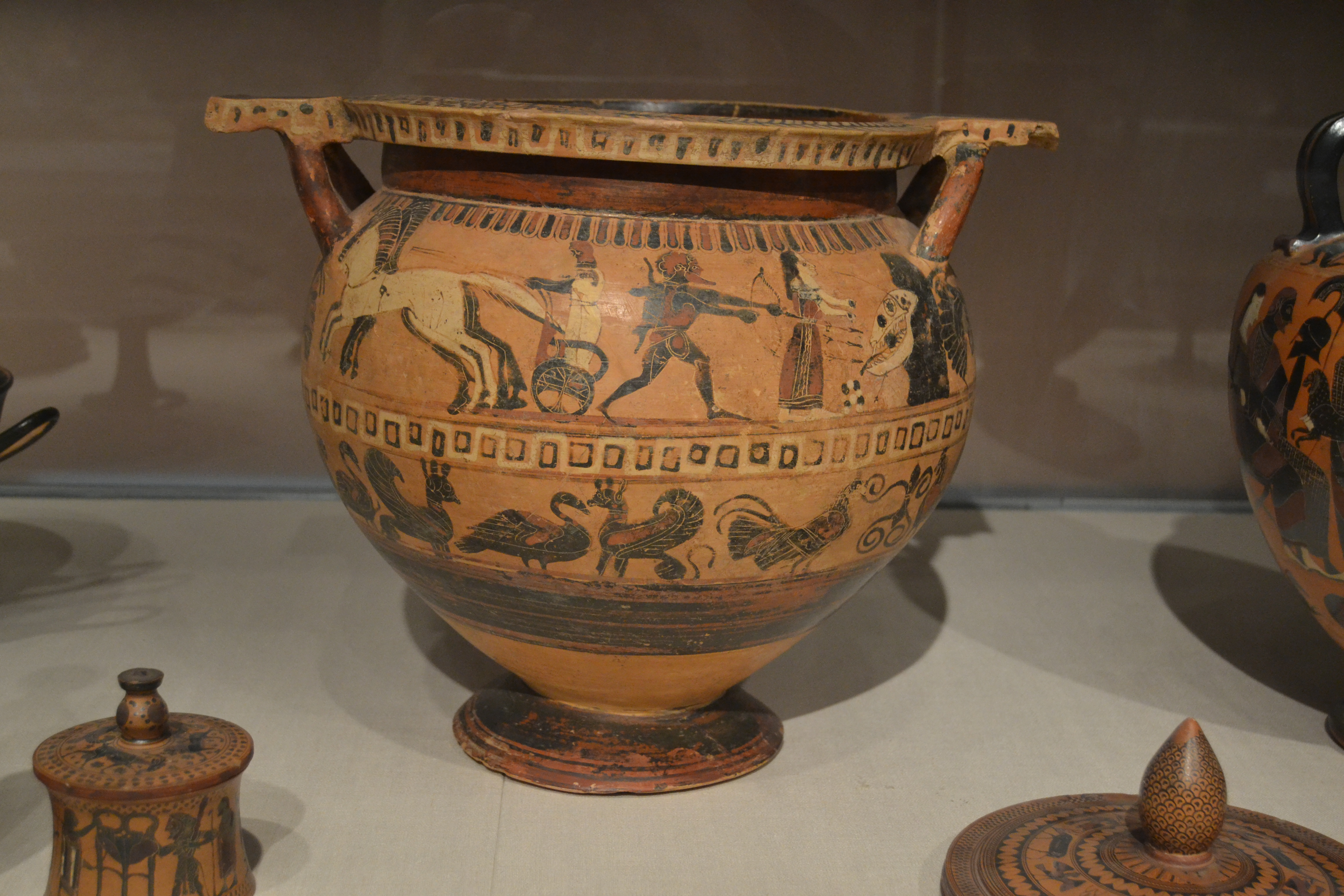
La scène supérieure de cette céramique à figures noires représente Héraclès qui délivre la princesse de Troie, Hésione, du Céto, un monstre marin qui est représenté par le crâne fossile d'une créature préhistorique selon de nombreux chercheurs. L'historienne Adrienne Mayor rappelle à propos de ce vase que beaucoup de lieux des mythes grecs s’avèrent être de riches sites fossilifères.

L'homme s'intéresse depuis la préhistoire aux fossiles qui attirent son regard par leur forme inhabituelle (parures en dents de requin ou en lys de mer des hommes de Néanderthal, biface acheuléen taillé autour d'un Spondylus fossile, Orthocère au Paléolithique inférieur, tombes du Néolithique).
Les auteurs grecs anciens évoquent dans leurs écrits les fossiles. Xénophane ou Xanthos de Lydie connaissent et identifient les fossiles marins dès le Ve siècle av. J.-C. Hérodote ou Pausanias, rapportent la découverte fortuite d'ossements d'animaux fabuleux ou de héros de grande taille et de Géants de la mythologie grecque (Géryon, Oreste, Thésée…) qui deviennent des objets de vénération à l'instar des reliques, et sont inhumés dans une tombe qui devient un lieu de culte ou sont exposés dans des lieux publics et des sanctuaires. Selon l'approche géomythologique, de telles collectes correspondent le plus souvent à la découverte de fossiles de grands mammifères du cénozoïque (cétacés, quadrupèdes terrestres).
Dans la Rome antique, les vestiges des géants et des monstres sont également des éléments importants du paysage naturel et culturel des Romains. Selon l'archéologue Rita Compatangelo-Soussignan, « les restes fossiles des grands mammifères terrestres semblent avoir fait l’objet de collections. Ainsi l’ancienne pratique de dépôt des ossements comme offrande aux sanctuaires se "laïcise", au profit des élites supérieures de l’État. En effet, on connaît l’intérêt d’Auguste et de Tibère pour les animaux étranges et pour les fossiles d’animaux. Auguste possédait de véritables “cabinets de curiosités” installés dans ses différentes résidences et dans les jardins impériaux, d’après le témoignage de Suétone ».
La croyance aux vertus protectrices et médicales de ces curiosités géologiques (rostres de bélemnites considérés comme des pierres de foudre, dents de requin réputées efficaces contre les poisons, ambre porté en amulette, licorne fossile, épines d'oursins, os et dents de dragon bien connus grâce à divers traités de médecine chinois) persiste jusqu'à cette époque. En Occident, leur utilisation dans la médecine traditionnelle décline depuis le siècle des Lumières qui voit l'affirmation de l'approche scientifique rationnelle.

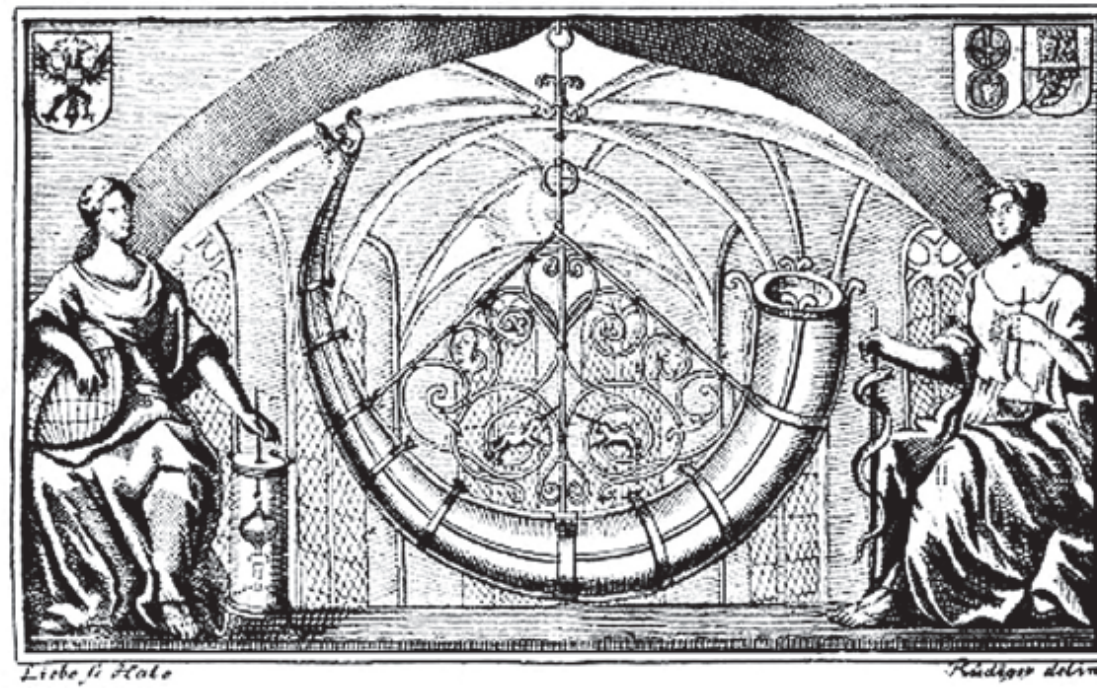
Corne de licorne fossile, en réalité une défense de mammouth, suspendue en 1605 dans l'église Saint-Michel de Schwäbisch Hall.

Au Moyen Âge et à la Renaissance, et plus tard encore jusqu'à la fin du XVIIe siècle, l'intérêt pour les ossements fossiles (interprétés comme les restes pétrifiés de géants historiques ou bibliques) se poursuit, « à tel point que la “gigantologie” devint une branche du savoir très spécialisée, mais active, à en juger par les divers ouvrages qu'elle suscita ».
La fin du XVIIIe siècle voit le développement de la paléontologie en tant que science et la multiplication des découvertes de fossiles dans le charbon, en lien avec l'essor de l'exploitation de ce combustible notamment lors de la première révolution industrielle. Tout au long des XIXe et XXe, les collectionneurs privés et les musées d'histoire naturelle ont recours à des paléontologues et des commerçants spécialisés pour développer leurs collections paléontologiques : les naturalistes les plus populaires dans ce domaine sont Gideon Mantell, Mary Anning, et le plus célèbre d'entre eux Charles Hazelius Sternberg qui fonde, avec ses fils, une véritable dynastie de paléontologues de terrain collectant et vendant de nombreux fossiles, notamment de dinosaures, aux musées américains, canadiens et européens.
« La situation actuelle évoque un peu celle du début du XIXe siècle, dans la mesure où le prix de certains fossiles est bien au-dessus des moyens de la plupart des musées, et en limite l'acquisition à quelques amateur très fortunés — ce qui évidemment ne réjouit guère les paléontologues professionnels. Parallèlement, la recherche et la collection des fossiles en tant que passe-temps se sont démocratisées et étendues, au moins dans les pays occidentaux, à des cercles de plus en plus vastes de la société. Même s'ils sont diabolisés par quelques professionnels, et si effectivement certains d'entre eux sont mus davantage par le simple goût de la collection que par des mobiles vraiment scientifiques, beaucoup de paléontologues amateurs  contribuent de façon non négligeable aux progrès des connaissances paléontologiques. Il reste que la réglementation de la collecte des fossiles et la protection de certains sites posent des problèmes épineux, auxquels les solutions bureaucratiques sont rarement très adaptées ».

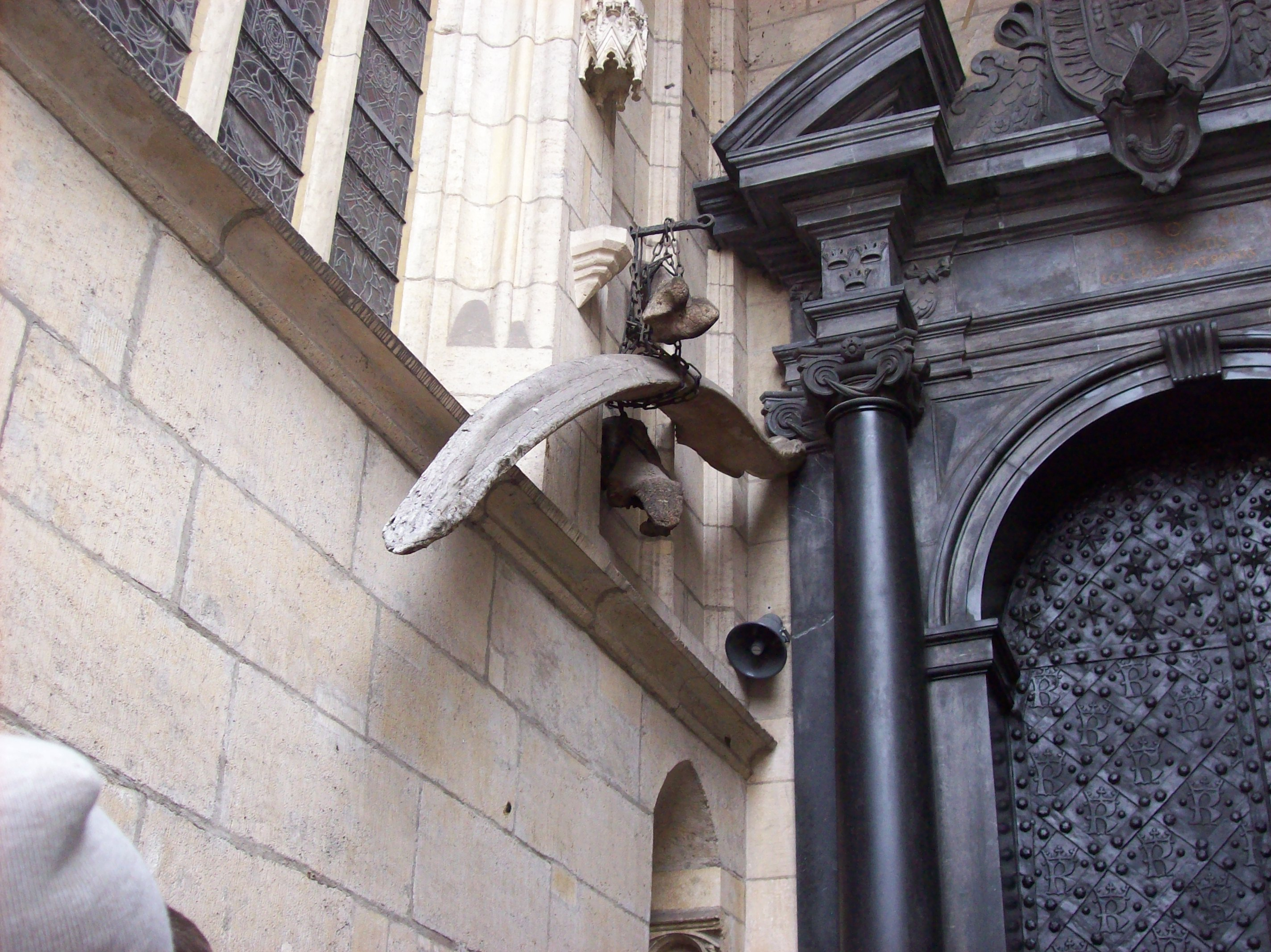
Os du dragon du Wawel suspendue à l'extérieur de la basilique-cathédrale Saints-Stanislas-et-Venceslas de Cracovie (Pologne).
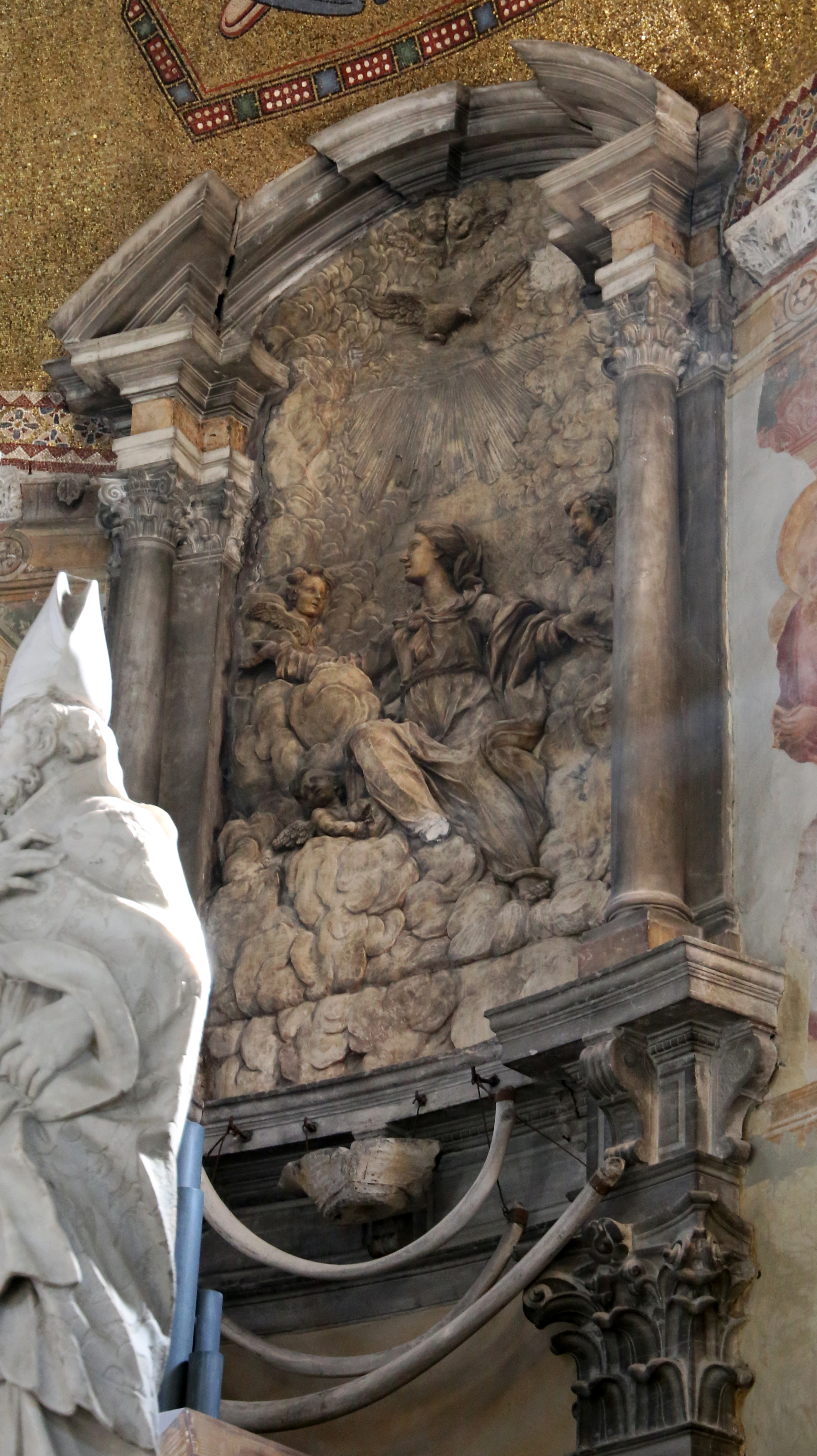
Os du dragon de Saint Donat suspendu dans la basilique Sainte-Marie-et-Saint-Donat (Italie)[14].
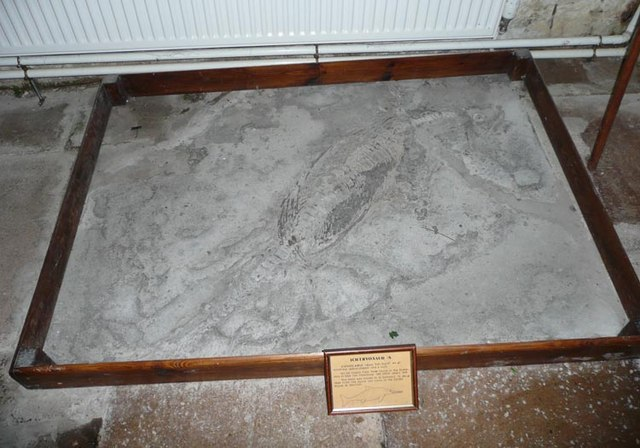
Fossile d'Ichthyosaurus dans l'église St. Andrew de Stogursey (en)[15].

## Aspects juridiques et éthiques

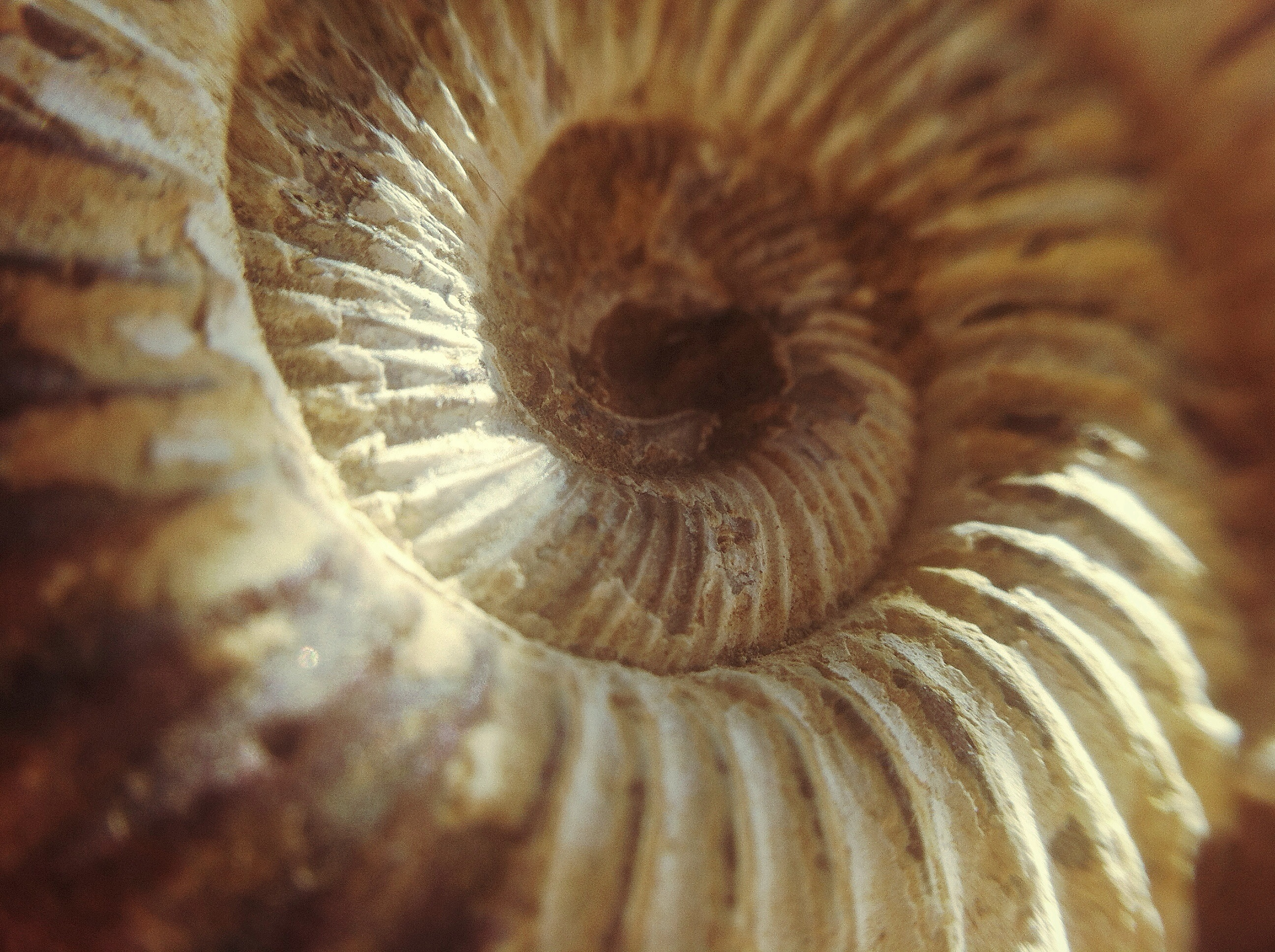
Un rayon de soleil sur une ammonite fossile

Des associations et clubs de géologie encadrent des "chasses aux fossiles" dans le respect de la loi.
La chasse aux fossiles peut poser problème d'un point de vue éthique : un fossile qui a une valeur scientifique doit pouvoir être décrit puis conservé correctement, ce qui suppose l'identification de l'emplacement du fossile, de son orientation, de son association éventuelle avec d'autres fossiles ; son stockage requiert également des techniques spécifiques. Dans le cas de trouvailles exceptionnelles, les collectionneurs sont fortement encouragés à laisser les spécimens en l’état, de manière que les chercheurs puissent procéder à des analyses » et prendre note des modalités de la découverte.

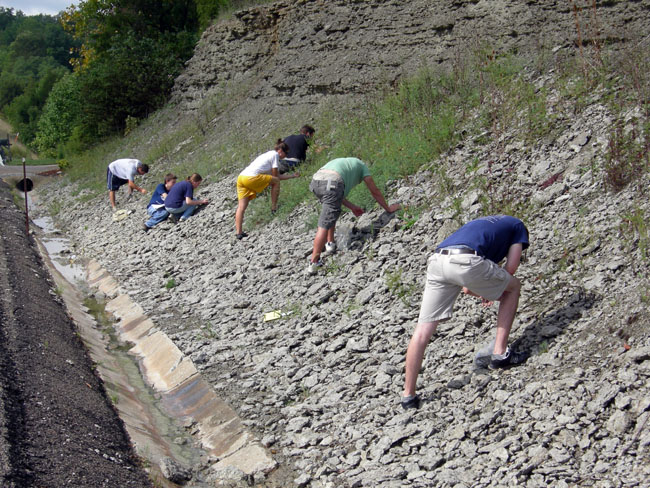
Les étudiants du College of Wooster collectent des fossiles dans le cadre de leur cours de paléontologie sur les invertébrés. Le terrain est ici un affleurement de calcaires et de schistes de l'Ordovicien sur une route dans le sud-est de l'Indiana.

### En France
La collecte de fossiles dans les parcs nationaux français est interdite.
Une autorisation doit être demandée au propriétaire du terrain pour une collecte dans une propriété privée, dans une carrière, dans un territoire domanial communal, où le maire en France peut engager des poursuites même en l'absence d'un arrêté municipal concernant les fossiles. En pratique la collecte est parfois tolérée dans les territoires communaux à condition qu'elle soit raisonnable ; la vente est interdite.
Certains sites fossilifères qui présentent un intérêt scientifique font l'objet en France d'une protection législative renforcée ; chaque préfet en établit une liste départementale un (décret du 28 décembre 2015 relatif à la protection des sites géologiques).

### En Suisse
En Suisse, le sous-sol appartient aux cantons ; le collectionneur est tenu de signaler la découverte d'un fossile ayant un intérêt scientifique.

## Localisation des fossiles

### Zones d'affleurement
Les fossiles affleurent dans les zones où les roches sédimentaires sont érodées : les zones montagneuses exposées, les berges et les lits des rivières, les falaises marines lavées par les vagues et les estrans. Les lits de lacs naturels asséchés et les grottes contiennent souvent de fortes concentrations de fossiles. Les lieux de travaux comme les carrières et les tranchées creusées dans la roche sont également propices à la collecte. Les opérations d'extraction du charbon donnent souvent d'excellentes plantes fossiles ; les meilleurs spécimens ne se trouvent pas dans le charbon lui-même mais dans les dépôts de roches sédimentaires associés. Tous ces lieux ne sont pas sans danger pour les collectionneurs amateurs, notamment les falaises et les zones exposées aux marées.
Il arrive que des organismes soient momifiés et fossilisés dans l'ambre, dans la glace, ou dans des zones désertiques (déserts très secs, comme celui de Taklamakan).

### Types de roches
Les fossiles se trouvent souvent dans les roches sédimentaires à strates différenciées présentant une succession de matériaux déposés. La conservation peut avoir lieu dans des roches détritiques, à grain fin, moyen et grossier. Si des fossiles peuvent se trouver dans tous les types de grains, les spécimens les mieux préservés sont contenus dans les roches à grain fin. Les roches non détritiques, comme certains calcaires et le charbon, peuvent également conserver des fossiles.
Dans les dépôts de phosphate, les squelettes de carbonate de calcium - ceux des coraux, des crustacés, des mollusques - peuvent se transformer en apatite (phosphate) sans modification de la morphologie externe.
De nombreux micro-organismes sans carapace minérale comme les algues se minéralisent (et se fossilisent donc). Dans le cas bien connu du coprolithe phosphaté (excrément fossilisé), la matière organique est remplacée par de l'apatite qui conserve la forme exacte de la matière fécale. La phosphatisation des parties molles est également fréquente chez de nombreux arthropodes (parmi lesquels des crustacés comme les copépodes).

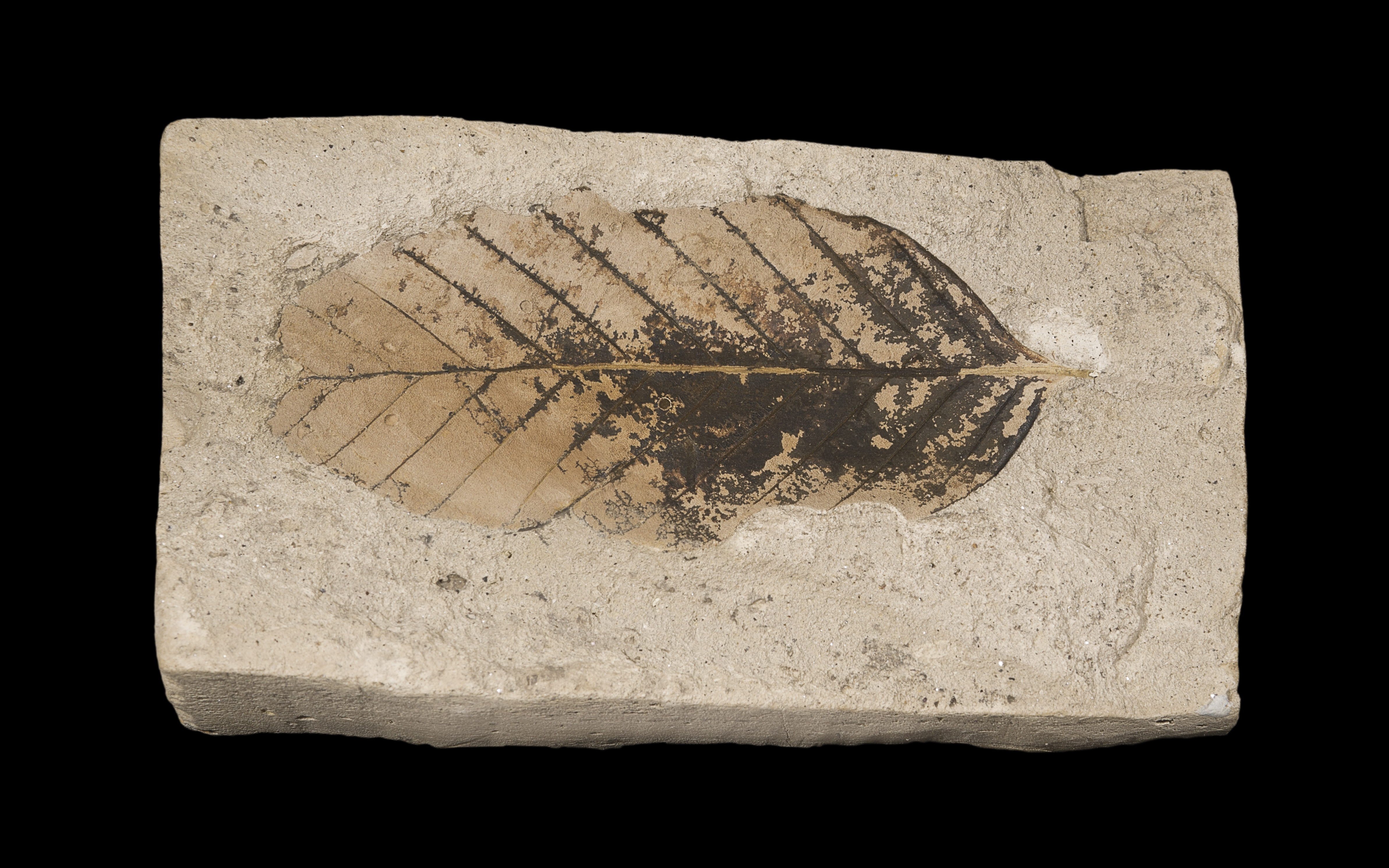
Fagus sylvatica pliocenica (Ayrens, Cantal, France), étage Plaisancien, environ 3 millions d'années

Les fossiles ne se trouvent pas dans les zones de roches ignées (sauf dans certains lits entre les coulées de lave). Dans les roches qui ont subi un métamorphisme, les fossiles sont généralement tellement déformés qu'ils sont difficiles à reconnaître ou ont été complètement détruits.
Après l'enfouissement, divers facteurs peuvent mettre en danger le fossile : l'altération chimique change la composition minérale du fossile, mais généralement pas son apparence ; la lithification fausse son apparence,

## Techniques d'extraction

### Dégagement
Les techniques utilisées pour collecter les fossiles varient selon le sédiment ou la roche dans laquelle se trouvent les fossiles. Dans les roches dures (grès, calcaires et marnes indurées) les instruments sont ceux du géologue : un marteau, une variété de burins et un maillet sont utilisés pour fendre les roches où sont contenus des fossiles. Comme la roche est déposée en couches, celles-ci peuvent être séparées pour révéler des fossiles. La sécurité impose de porter pour ce genre d'opérations des casques, des lunettes , des bottes àembout d'acier et des gants de protection.
Pour les sédiments mous et les dépôts non consolidés, tels que les sables, les limons et les argiles, on utilise une bêche, une truelle à lame plate et des brosses rigides. Des tamis avec des mailles de différentes tailles peuvent servir à séparer les fossiles des sables et des graviers, cependant le tamisage, technique grossière de collecte, risque de détruire les fossiles fragiles. Le tamisage humide consiste à faire passer de l'eau à travers un tamis pour éliminer le limon et le sable.

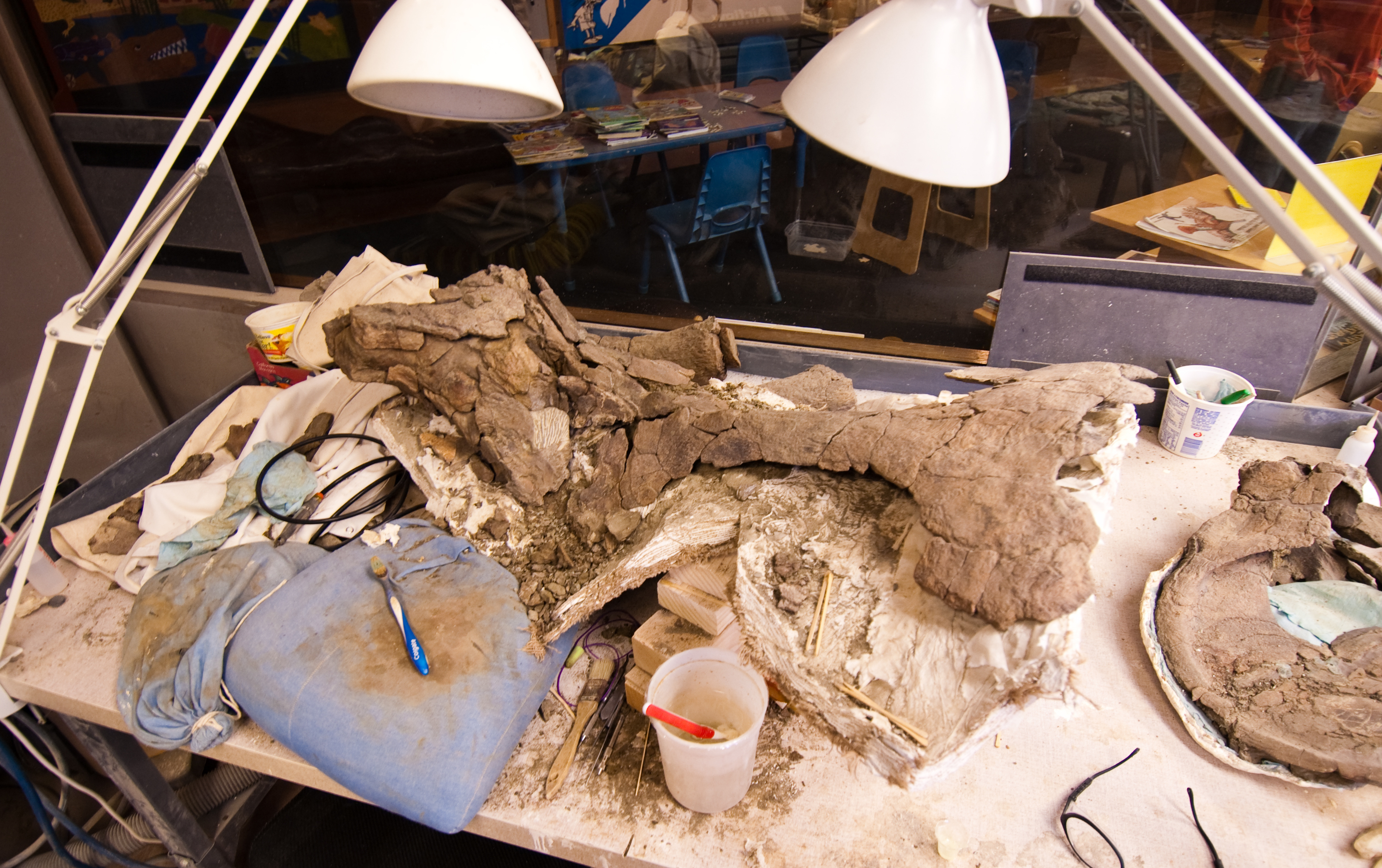
Préparation d'un spécimen du dinosaure Nasutoceratops

### Consolidation
Certains fossiles sont très friables et nécessitent une réparation au fur et à mesure de leur extraction. Cela suppose d'introduire dans les fissures du spécimen une solution adhésive qui fixe les fragments entre eux. Parmi les résines dissoutes utilisées à l'époque moderne, le butyral de polyvinyl est considéré comme un bon agent consolidant.
Les fossiles ne sont généralement pas extraits entièrement de la roche environnante (la matrice) sur le terrain mais transportés à l'intérieur du large bloc de roche encaissante qui les contenait et qui les protège durant le transfert. Des bandes de toile de jute trempées dans du plâtre, le coton, les petites boîtes et le papier d'aluminium sont fréquemment utilisés pour protéger les fossiles transportés.
Si un fossile doit être laissé in situ, un plâtre peut être réalisé (plâtre de Paris ou latex). Le moulage ne préserve pas tous les détails, mais il est peu coûteux, plus facile à transporter, cause moins de dommages à l'environnement et laisse le fossile en place, ce qui permet au public d'en profiter. Les fossiles conservés uniquement sous forme d'impressions dans les couches sablonneuses, tels que les fossiles de l'Ediacarien, sont également généralement documentés au moyen d'un moulage, qui révèle les détails plus clairement que la roche elle-même.

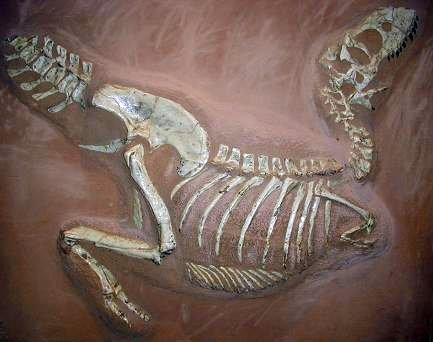
Moulage en plâtre du squelette fossile d'un Tarbosaurus Tarbosaurus au Musée d'Histoire naturelle de Münster. L'original est conservé au Musée Orlov de paléontologie de Moscou

### Nettoyage
Une brosse rigide peut suffire au dépoussiérage et au nettoyage des petites fossiles. Un ciseau élimine la gangue enserrant les plus gros fossiles, mais risque d'endommager l'objet. Les instruments dentaires permettent de retirer de petites quantités de roche du fossile. L'eau courante peut provoquer l'éclatement des fossiles fragiles.

## Description scientifique
Une connaissance de l'emplacement précis d'un fossile est essentielle pour que le fossile ait une valeur scientifique. Les détails des strates rocheuses voisines, l'emplacement de la découverte et l'identification d'autres matériaux fossiles associés à l'objet collecté aident les scientifiques à replacer le fossile dans son contexte temporel, géographique, écologique. Des  journaux de données, des photographies et des croquis peuvent accompagner des notes de terrain détaillées pour aider à situer un affleurement fossilifère. Les fossiles individuels sont idéalement catalogués avec un numéro de localité et un numéro de spécimen unique. Cela permet de rechercher facilement une collection et de localiser les spécimens. Le catalogage des collections est presque universel dans les grandes institutions comme les musées.

## Commerce des fossiles

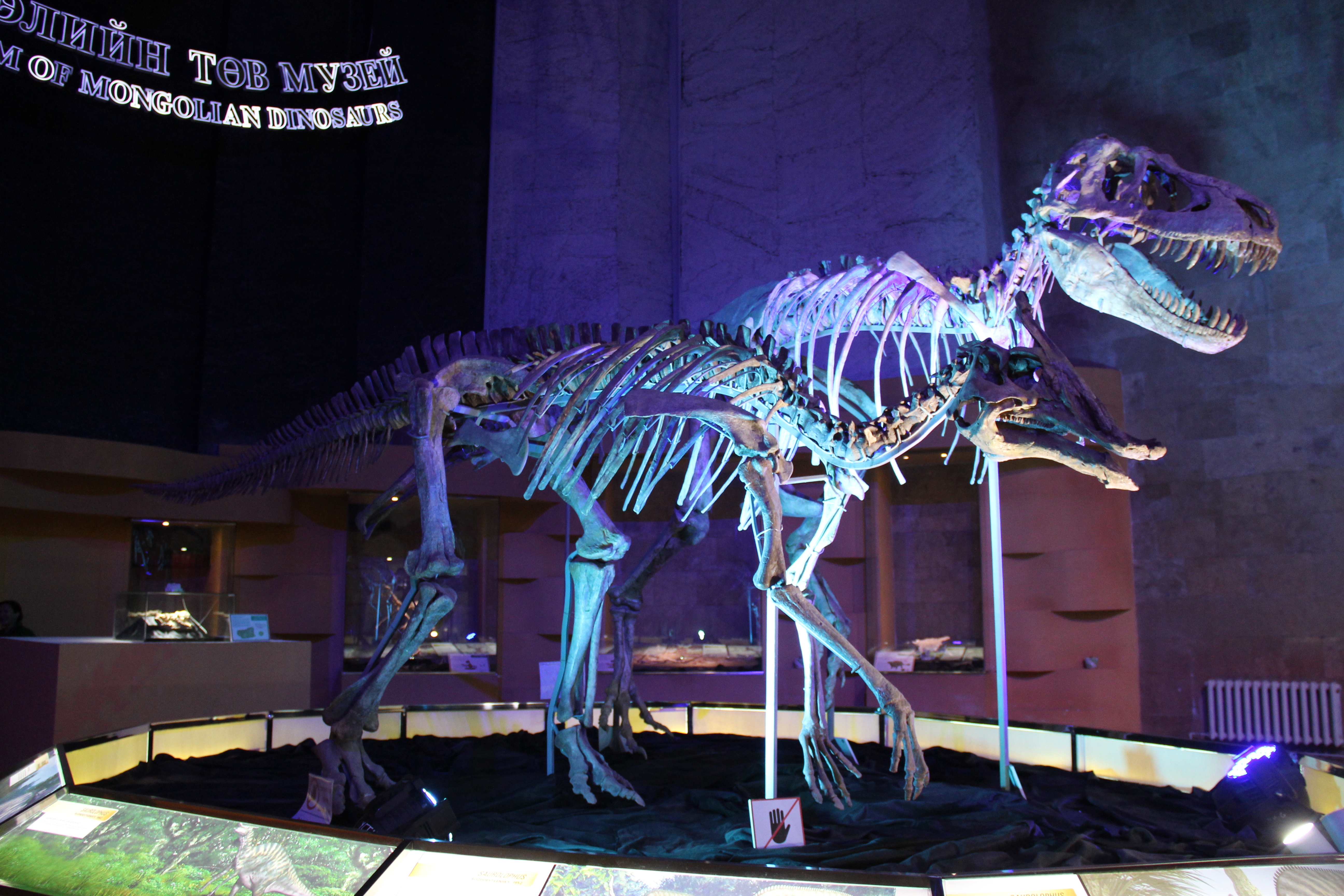
Des squelettes de Tarbosaurus et Saurolophus ont été introduits en contrebande aux États-Unis, puis retournés en Mongolie, au Central Museum of Mongolian Dinosaurs

Certains spécimens importants d'un point de vue scientifique ont été vendus à des collectionneurs privés, ce qui prive les spécialistes de ces objets d'étude irremplaçables,,,.
Des échantillons de collections de minéraux et fossiles (en) peuvent être acquis auprès d'entreprises spécialisées, lors de bourses d'échanges et de foires, depuis les foires de village organisées par de petites associations en minéralogie aux grands showcases internationaux (les expositions annuelles les plus importantes dans le monde étant le Tucson Gem, Mineral & Fossil Showcase (en), le Mineralientage (en) à Munich et le Mineral & Gem à Sainte-Marie-aux-Mines).
De nombreuses célébrités collectionnent des fossiles et alimentent ces opérations de vente lucratives. Le commerce des fossiles est illégal lorsqu'il s'agit de fossiles volés ; les media ont attiré l'attention notamment sur ce type de trafic en Chine.
La Society of Vertebrate Paleontology (SVP), une association internationale de paléontologues vertébrés professionnels et amateurs, estime que les fossiles scientifiquement importants quel que soit le lieu d'extraction devraient être conservés à perpétuité dans des institutions publiques, musées ou instituts de recherche, où ils peuvent profiter à la communauté scientifique dans son ensemble ainsi qu'aux générations futures.
Selon le règlement d'éthique de la Society of Vertebrate Paleontology (SVP), "le troc, la vente ou l'achat de fossiles de vertébrés scientifiquement significatifs n'est pas toléré, à moins que les fossiles ne soient confiés à une institution publique." 
Eric Scott, conservateur de la paléontologie pour le musée du comté de San Bernardino, soutient que les particuliers et les collectionneurs amateurs sans but lucratif peuvent participer à la récupération autorisée de fossiles vertébrés importants, et que la préservation d'importants fossiles ne suppose pas nécessairement la vente de ces fossiles.
Une partie du commercial (en) n'est pas destinée à la collecte mais à l'utilisation de certains fossiles en médecine traditionnelle principalement en Asie de l'Est mais aussi en Europe et ailleurs.

## Sociétés et clubs
De nombreuses associations et sociétés paléontologiques comme, en France, la Fédération Française Amateur de Minéralogie et de Paléontologie, la confédération Géopolis, la Société de Minéralogie et Paléontologie Dijonnaise, réunissent des collectionneurs de fossiles. Il y a un certain chevauchement entre la collecte de fossiles, la collecte de minéraux et la géologie amateur.

## Collectionneurs de fossiles célèbres

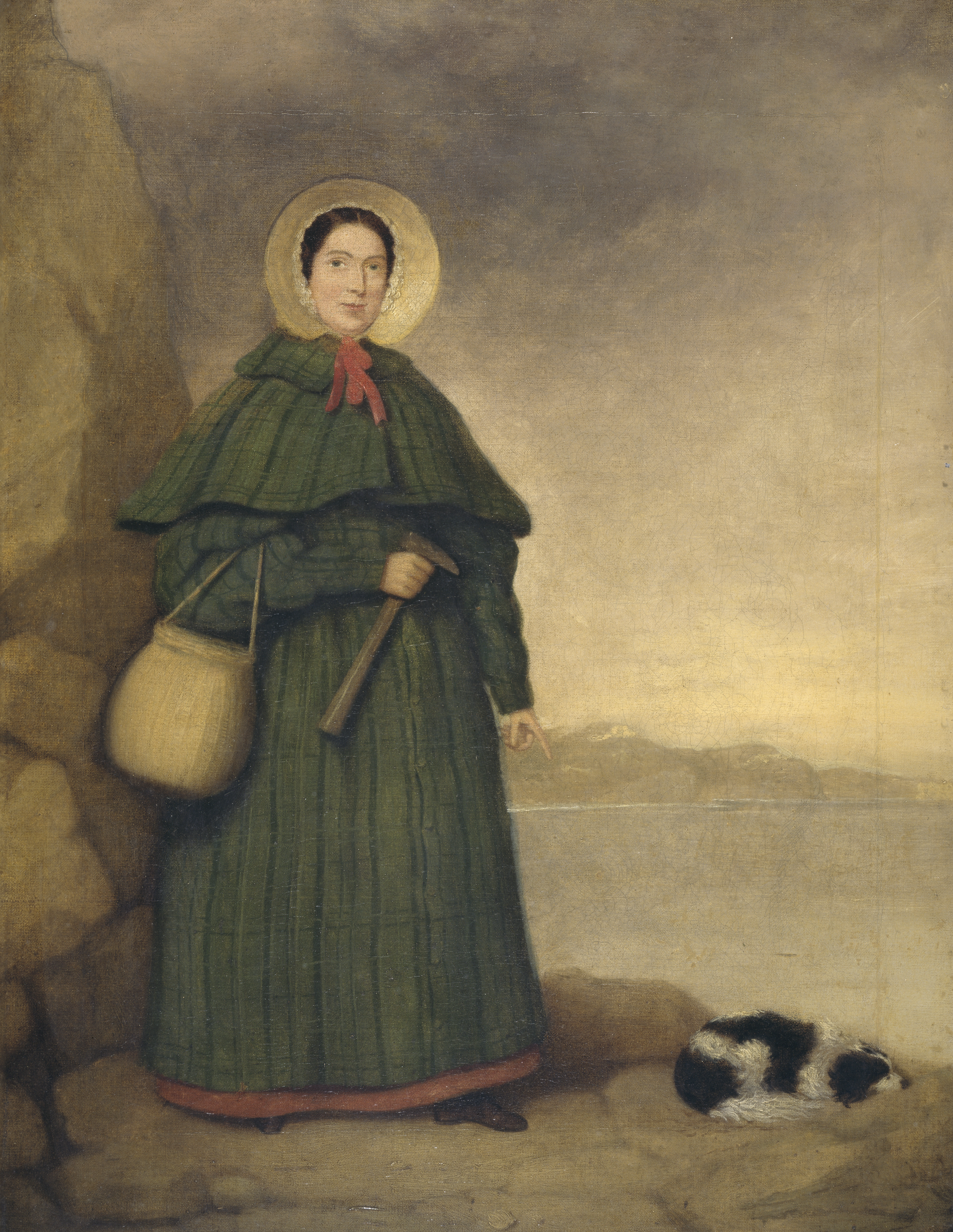
Mary Anning, une célèbre collectionneuse et vendeuse de fossiles

Traditionnellement les collectionneurs étaient des amateurs passionnés par les sciences ou des scientifiques. De nos jours, des collectionneurs fortunés acquièrent des fossiles considérés comme des objets esthétiques dans des ventes aux enchères, suscitant les protestations des paléontologues. Ont été ainsi médiatisées les acquisitions de spécimens par les acteurs Leonardo DiCaprio, ou Nicolas Cage, ou par des hommes d'affaires tels que le Français Kléber Rossillon. Les maisons de vente Christie's et Aguttes comptent parmi les organisateurs de ces ventes controversées.
- Mary Anning (1799-1847)
- Goethe, écrivain, et passionné par les sciences ; il possédait une collection considérable de 18 000 fossiles[48]
- Bernard Palissy (1510-1589) forme une collection importante de fossiles ; de son observation des spécimens recueillis il déduit leur parenté avec les espèces vivantes, ce qui lui vaut d'être considéré par Georges Cuvier comme le précurseur de la paléontologie[49]
- Hans Sloane (1660-1753), sa collection fut le point de départ de celle du British Museum[50]
- Louis-Étienne Héricart de Thury (1776-1854) a fourni au grand paléontologue Georges Cuvier (1769-1832) des spécimens de sa collection, notamment le célèbre Palaeotherium de Pantin[51].
- Charles Bertrand-Geslin[52]
- Jean Vincent Félix Lamouroux[52]
- Nicolas Bouchard-Chantereaux (en)(1802–1864) et Dutertre-Delporte sont connus pour avoir légué leurs collections de fossiles au Musée d’Histoire naturelle de Boulogne-sur-Mer[52].
- Gideon Mantell (1790-1852)
- Robert Bakker
- Paul Sereno
- Charles Hazelius Sternberg